# Nero Digital
Nero Digital это брендовое название комплекта MPEG-4-совместимых видео и аудиокодеков, разработанных Nero AG из Германии и Ateme из Франции. Аудиокодеки встроены в утилиту кодирования аудио Nero Digital Audio+ для Microsoft Windows, также аудио & видеокодеки встроены в ПО для DVD-риппинга Nero’s Recode.
Nero сертифицирует выбранные DVD плееры/записывающие устройства как совместимые с Nero Digital, и лицензирует технологию кодека производителям интегральных микросхем.
Видеокодеки разработаны Ateme, и согласно интервью с разработчиком Nero AG Ivan Dimkovic, аудиокодеки являются улучшенными версиями его старого PsyTEL AAC Encoder. Аудиокодек доступен как бесплатный отдельный пакет Nero AAC Codec.

## Функциональность
Nero Digital может создавать потоки в формате медиаконтейнера 3GP/MPEG-4 Part 14 (".mp4") и содержит два видео и два аудиокодека:
- ASP (один из 20 определённых в MPEG-4 Part 2 профилей)
- AVC (известный также как MPEG-4 Part 10 или H.264)
- AAC-LC (наиболее широко используемый профиль AAC, определённый в MPEG-4 Part 3)
- HE-AAC (определен в MPEG-4 Part 3, иногда называемый торговой маркой «aacPlus» или смежными)

Кодеки совместимы со стандартом ISO/IEC, за исключением субтитров и информации о главах. Видеопотоки, создаваемые Nero Digital воспроизводятся на некоторых отдельных устройствах и программных медиаплеерах, таких как собственный плеер компании Nero Showtime.
Recode не может рипить зашифрованные DVD диски с фильмами, но возможен импорт расшифрованных образов DVD для перекодирования. Nero Digital не поставляет свои кодеки в качестве фильтров DirectShow или модулей VfW, препятствуя их использованию в нелинейном видеомонтаже. Она также не предоставляет никакого видеоредактора.

## Сравнение с другими видеокодеками (2003—2005)
Видеокодеки Nero Digital представлены в различных сравнениях:
- В 2003 Doom9 codec comparison, кодек ASP был самым быстрым из всех, но проиграл по качеству.
- Кодек Nero Digital AVC выиграл в 2004 Doom9 codec comparison. ND ASP не участвовал.
- В 2005 Doom9 codec comparison, кодек ASP по прежнему был быстрейшим и показал лучшее качество, но недостаточно, чтобы пройти в финал.
- В мае 2005, он также выиграл C’t magazine video codec quality comparison в сравнении с другими AVC кодеками, такими как x264, кодек VideoSoft, кодек MainConcept и кодек Sorenson.
- Nero Digital AVC также выиграл неформальное 'Movie Metric Benchmark challenge' 2005 года, с отрывом по качеству в 1dB от DivX на одинаковом битрейте.